# Willie MacFarlane
Willie MacFarlane (Leith, 17 maart 1930 - 11 maart 2010) was een Schots voetballer. 
De verdediger MacFarlane speelde in de jaren 1950 (1953-1958) bij Hibernian FC. Hij speelde met deze club mee in de eerste UEFA Champions League, waar Hibernian in de halve finale werd uitgeschakeld door Stade de Reims. Later in zijn carrière speelde hij nog voor Raith Rovers FC en voor Greenock Morton FC. Na zijn actieve voetbalcarrière, werd hij voetbalmanager bij Hawick Royal Albert, bij Stirling Albion FC (1968-1969), Hibernian (1969-1970) en Livingston FC.